# Atypowy
Atypowy (ang. Atypical) – amerykański serial telewizyjny (komediodramat) wyprodukowany przez Weird Brain, Exhibit A oraz Sony Pictures Television, którego twórcą jest Robia Rashid.
Wszystkie odcinki pierwszego sezonu zostały udostępnione równocześnie, 11 sierpnia 2017 roku, na platformie Netflix.

## Fabuła
Serial opowiada o Samie, nastolatku ze spektrum autyzmu, który chce być bardziej samodzielny i żyć tak, jak jego rówieśnicy.

## Obsada

### Główna
- Jennifer Jason Leigh jako Elsa Gardner[3], nadopiekuńcza matka Sama i Casey.
- Keir Gilchrist jako Sam Gardner[3], nastolatek w spektrum autyzmu, zafascynowany Antarktyką i pingwinami.
- Brigette Lundy-Paine jako Casey Gardner[3], neurotypowa młodsza siostra Sama.
- Amy Okuda jako Julia Sasaki[3], terapeutka Sama.
- Michael Rapaport jako Doug Gardner[3], ojciec Sama i Casey pracujący jako ratownik medyczny.

### Role drugoplanowe
- Graham Rogers jako Evan Chapin
- Nik Dodani jako Zahid[4]
- Raúl Castillo jako Nick[5]
- Jenna Boyd jako Paige Hardaway
- Rachel Redleaf jako Beth Chapin
- Fivel Stewart jako Izzy Taylor

## Odcinki
| Sezon | Odcinki | Oryginalna emisja w Netflix | Oryginalna emisja w Netflix | Oryginalna emisja w Polsce | Oryginalna emisja w Polsce |
| Sezon | Odcinki | Premiera sezonu             | Finał sezonu                | Premiera sezonu            | Finał sezonu               |
| ----- | ------- | --------------------------- | --------------------------- | -------------------------- | -------------------------- |
| 1     | 8       | 11 sierpnia 2017            | 11 sierpnia 2017            | 11 sierpnia 2017           | 11 sierpnia 2017           |
| 2     | 10      | 7 września 2018             | 7 września 2018             | 7 września 2018            | 7 września 2018            |
| 3     | 10      | 1 listopada 2019            | 1 listopada 2019            | 1 listopada 2019           | 1 listopada 2019           |
| 4     | 10      | 9 lipca 2021                | 9 lipca 2021                | 9 lipca 2021               | 9 lipca 2021               |

### Sezon 1 (2017)
| Nr | # | Tytuł                            | Reżyseria            | Scenariusz                  | Premiera Netflix | Premiera Netflix Polska |
| -- | - | -------------------------------- | -------------------- | --------------------------- | ---------------- | ----------------------- |
| 1  | 1 | Antarctica                       | Seth Gordon          | Robia Rashid                | 11 sierpnia 2017 | 11 sierpnia 2017        |
| 2  | 2 | A Human Female                   | Michael Patrick Jann | Mike Oppenhuizen            | 11 sierpnia 2017 | 11 sierpnia 2017        |
| 3  | 3 | Julia Says                       | Michael Patrick Jann | Brian Tanen                 | 11 sierpnia 2017 | 11 sierpnia 2017        |
| 4  | 4 | A Nice Neutral Smell             | Seth Gordon          | Annabel Oakes               | 11 sierpnia 2017 | 11 sierpnia 2017        |
| 5  | 5 | That's My Sweatshirt             | Michael Patrick Jann | Dennis Saldua               | 11 sierpnia 2017 | 11 sierpnia 2017        |
| 6  | 6 | The D-Train to Bone Town         | Michael Patrick Jann | Mike Oppenhuizen, Jen Regan | 11 sierpnia 2017 | 11 sierpnia 2017        |
| 7  | 7 | I Lost My Poor Meatball          | Joe Kessler          | Robia Rashid                | 11 sierpnia 2017 | 11 sierpnia 2017        |
| 8  | 8 | The Silencing Properties of Snow | Michael Patrick Jann | Robia Rashid                | 11 sierpnia 2017 | 11 sierpnia 2017        |

### Sezon 2 (2018)
| Nr | #  | Tytuł                                  | Reżyseria       | Scenariusz                            | Premiera Netflix | Premiera Netflix Polska |
| -- | -- | -------------------------------------- | --------------- | ------------------------------------- | ---------------- | ----------------------- |
| 9  | 1  | Juiced!                                | Joe Kessler     | Robia Rashid                          | 7 września 2018  | 7 września 2018         |
| 10 | 2  | Penguin Cam and Chill                  | Ryan Case       | Robia Rashid                          | 7 września 2018  | 7 września 2018         |
| 11 | 3  | Little Dude and the Lion               | Silver Tree     | Theresa Mulligan Rosenthal            | 7 września 2018  | 7 września 2018         |
| 12 | 4  | Pants on Fire                          | Geeta Patel     | Mike Oppenhuizen                      | 7 września 2018  | 7 września 2018         |
| 13 | 5  | The Egg Is Pipping                     | Wendey Stanzler | Bob Smiley                            | 7 września 2018  | 7 września 2018         |
| 14 | 6  | In the Dragon's Lair                   | Silver Tree     | Robia Rashid                          | 7 września 2018  | 7 września 2018         |
| 15 | 7  | The Smudging                           | Pam Thomas      | Robia Rashid, Dennis Saldua           | 7 września 2018  | 7 września 2018         |
| 16 | 8  | Living at an Angle                     | Pete Chatmon    | Jen Regan, Theresa Mulligan Rosenthal | 7 września 2018  | 7 września 2018         |
| 17 | 9  | Ritual-licious                         | Ryan Case       | Mike Oppenhuizen, D.J. Ryan           | 7 września 2018  | 7 września 2018         |
| 18 | 10 | Ernest Shackleton's Rules for Survival | Ken Whittingham | Robia Rashid                          | 7 września 2018  | 7 września 2018         |

### Sezon 3 (2019)
| Nr | #  | Tytuł                         | Reżyseria        | Scenariusz                     | Premiera Netflix | Premiera Netflix Polska |
| -- | -- | ----------------------------- | ---------------- | ------------------------------ | ---------------- | ----------------------- |
| 19 | 1  | Best Laid Plans               | Ryan Case        | Robia Rashid                   | 1 listopada 2019 | 1 listopada 2019        |
| 20 | 2  | Standing Sam                  | Rebecca Asher    | Theresa Mulligan Rosenthal     | 1 listopada 2019 | 1 listopada 2019        |
| 21 | 3  | Cocaine Pills and Pony Meat   | Victor Nelli Jr. | Bob Smiley                     | 1 listopada 2019 | 1 listopada 2019        |
| 22 | 4  | Y.G.A.G.G.                    | Wendey Stanzler  | Mike Oppenhuizen               | 1 listopada 2019 | 1 listopada 2019        |
| 23 | 5  | Only Tweed                    | Victor Nelli Jr. | D.J. Ryan                      | 1 listopada 2019 | 1 listopada 2019        |
| 24 | 6  | The Essence of a Penguin      | Michael Medico   | Mike Oppenhuizen & Lauren Moon | 1 listopada 2019 | 1 listopada 2019        |
| 25 | 7  | Shrinkage                     | Annabel Oakes    | Bob Smiley & Nicole Betz       | 1 listopada 2019 | 1 listopada 2019        |
| 26 | 8  | Road Rage Paige               | Ken Whittingham  | Robia Rashid                   | 1 listopada 2019 | 1 listopada 2019        |
| 27 | 9  | Sam Takes a Walk              | Robia Rashid     | Robia Rashid & Annie Mebane    | 1 listopada 2019 | 1 listopada 2019        |
| 28 | 10 | Searching for Brown Sugar Man | Ken Whittingham  | Robia Rashid                   | 1 listopada 2019 | 1 listopada 2019        |

## Produkcja
18 października 2016 roku platforma Netflix zamówiła pierwszy sezon serialu, w którym mieli zagrać: Jennifer Jason Leigh, Keir Gilchrist, Brigette Lundy-Paine, Amy Okuda oraz Michael Rapaport.
Na początku listopada 2016 roku poinformowano, że Nik Dodani dołączył do obsady.
W grudniu 2016 roku ogłoszono, że Raúl Castillo wystąpi w komedii.
14 września 2017 roku platforma Netflix przedłużyła serial o drugi sezon, a 24 października 2018 roku zamówiono kolejny sezon.
24 lutego 2019 roku Netflix zamówił czwarty sezon, informując jednocześnie, że będzie to sezon ostatni.